# El Rito (contea di Cibola)
El Rito è una comunità non incorporata degli Stati Uniti d'America della contea di Cibola nello Stato del Nuovo Messico.